# Trudovoi (Bitxevi)
|  | Per a altres significats, vegeu «Trudovoi». |

Trudovoi - Трудовой (rus) és un possiólok del krai de Krasnodar, a Rússia. És a 18 km al sud-est de Leningràdskaia i a 140 km al nord-est de Krasnodar.
Pertany al possiólok de Bitxevi.